# Манзанар
Манзанар (англ. Manzanar) — концентрационный лагерь, в котором находились граждане США японского происхождения, интернированные в США во время Второй мировой войны.
Был расположен недалеко от Лоун-Пайн, штат Калифорния, в долине Оуенс. Количество перемещённых лиц достигало 11 тыс. единовременно, большинство из них были японцы из Лос-Анджелеса. Лагерь действовал с 1942 по 1945 год. Сейчас в лагере находится Национальный исторический музей.